# Dana Sparks
Dana Sparks (* 1. August 1961 in Orinda, Kalifornien) ist eine US-amerikanische Filmschauspielerin und ein Fotomodell.

## Leben
Dana Sparks, die von ihrer Mutter bereits früh auf eine Modellschule nach San Francisco geschickt wurde, hatte ihren ersten Auftritt vor der Kamera in einem Werbespot für Coca Cola. 
Sparks gab 1984 ihr Schauspieldebüt in der kurzlebigen Fernsehserie Mode, Models und Intrigen.
Ihren Durchbruch erzielte sie, als sie Filmregisseur Blake Edwards am Strand von Malibu entdeckte und für den Spielfilm That’s Life! So ist das Leben castete. 
Ihre zweite Rolle in einer Fernsehserie, Victoria „Vicki“ Gioberti, spielte Sparks in Falcon Crest. Seit diesem Zeitpunkt gilt ihr Hauptaugenmerk Rollen in Fernsehserien.
Sparks ist seit 1980 mit dem Filmtechniker Steve Sparks verheiratet. Mit ihm lebt sie in Ventura County. Sparks ist eine passionierte Golferin mit einem Handicap von 13.

## Filmografie (Auswahl)
- 1986–1988: Falcon Crest (Fernsehserie, 48 Folgen)
- 1988–1989: L.A. Law – Staranwälte, Tricks, Prozesse (L.A. Law, Fernsehserie, vier Folgen)
- 1989: Mord ist ihr Hobby (Murder, She Wrote, Fernsehserie, eine Folge)
- 1989: Raumschiff Enterprise: Das nächste Jahrhundert (Star Trek: The Next Generation, Fernsehserie, eine Folge)
- 1989: Baywatch – Die Rettungsschwimmer von Malibu (Baywatch, Fernsehserie, eine Folge)
- 1990: Der Nachtfalke (Midnight Caller, Fernsehserie, zwei Folgen)
- 1990: Full House (Fernsehserie, eine Folge)
- 1991: Chicago Soul (Gabriel’s Fire, Fernsehserie, eine Folge)
- 1991: Matlock (Fernsehserie, eine Folge)
- 1992: Tequila und Bonetti (Tequila and Bonetti, Fernsehserie, eine Folge)
- 1995: Melrose Place (Fernsehserie, vier Folgen)
- 1997–2003: JAG – Im Auftrag der Ehre (JAG, Fernsehserie, neun Folgen)